# Wassili Wassiljewitsch Grigorjew

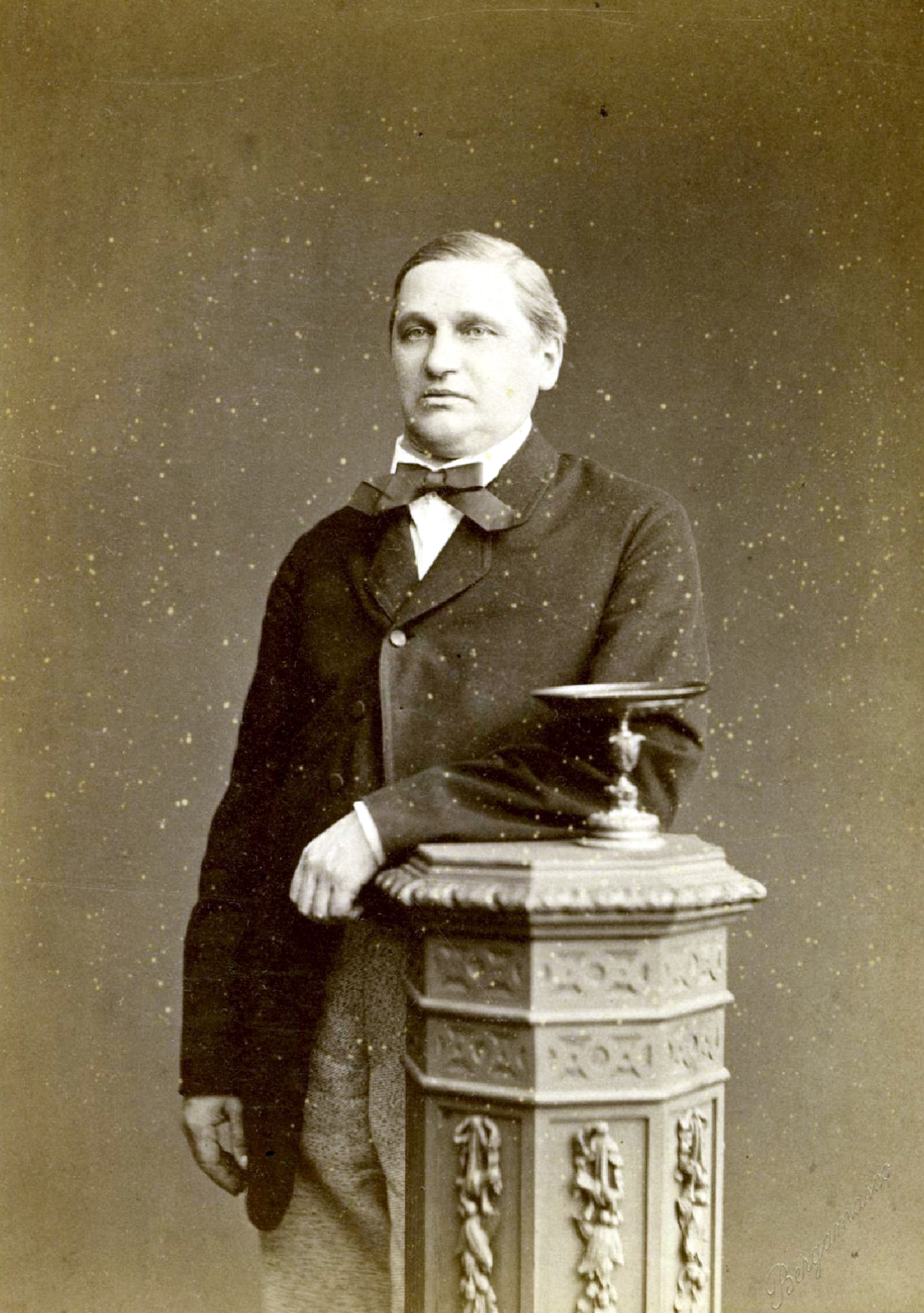
Wassili Wassiljewitsch Grigorjew (zwischen 1868 und 1870)

Wassili Wassiljewitsch Grigorjew (russisch Василий Васильевич Григорьев; * 15. Märzjul. / 27. März 1816greg. in Sankt Petersburg; † 19. Dezemberjul. / 31. Dezember 1881greg. in Pawlowsk) war ein russischer Orientalist und Archäologe.

## Leben
Wassili Wassiljewitsch Grigorjew besuchte von 1831 bis 1834 die Universität in Sankt Petersburg, trat dann in das Institut der orientalischen Sprachen ein, das er jedoch schon 1836 verließ, um an der Universität Dozent des Persischen zu werden. 1838 erhielt er die Professur der morgenländischen Sprachen am Lyzeum in Odessa, wo er die Gesellschaft für Geschichte und Altertum begründen half. 1844 siedelte er wieder nach Sankt Petersburg über und redigierte sieben Jahre lang das Journal des Innenministeriums. 1852 wurde er dem Generalgouverneur von Orenburg beigegeben, wo er von 1854 bis 1863 der Oberverwaltung der orenburgischen Kirgisen vorstand. 1863 wurde er Professor der Geschichte des Orients in der orientalischen Fakultät der Petersburger Universität.
Schon als Student übersetzte Grigorjew Chondemirs Geschichte der Mongolen ins Russische (Petersburg 1834). Eine Sammlung von Journalaufsätzen gab er 1876 unter dem Titel Rossija i Asia in Petersburg heraus. In den Memoiren der Archäologischen Gesellschaft erschien On the Patan coins of India, found in the ruins of Sarai. Im Auftrag der Geographischen Gesellschaft unternahm er eine russische Bearbeitung jenes Teils von Carl Ritters Erdkunde, der Kabulistan, Kafiristan und das östliche Turkestan (Lieferung 1 und 2, Petersburg 1869–1873) umfasst. Ebenso war Grigorjew an der neuen Bearbeitung von William Marsdens Numismata orientalia beteiligt. 1879 wurde er Geheimrat und Chef des Pressewesens in Russland. Er starb Ende 1881 im Alter von 65 Jahren.